# Hypoestes discreta
Hypoestes discreta är en akantusväxtart som beskrevs av Spencer Le Marchant Moore. Hypoestes discreta ingår i släktet Hypoestes och familjen akantusväxter. Inga underarter finns listade i Catalogue of Life.